# The Reflection
The Reflection je studiové album Kevina Moorea, známého jako Keb' Mo', vydané 2. srpna 2011.

## Seznam skladeb
| Pořadí         | Název                                | Autor             | Délka |
| -------------- | ------------------------------------ | ----------------- | ----- |
| 1.             | The Whole Enchilada                  | Moore, Parker     | 4:25  |
| 2.             | Inside Outside                       | Moore, Ewing      | 3:36  |
| 3.             | All the Way                          | Moore, Sharp      | 3:50  |
| 4.             | The Reflection (I See Myself in You) | Moore, Ramocon    | 6:47  |
| 5.             | Crush on You                         | So                | 3:33  |
| 6.             | One of These Nights                  | Frey, Henley      | 3:49  |
| 7.             | My Baby's Tellin' Lies               | Moore, Gill       | 3:40  |
| 8.             | My Shadow                            | Moore, Ware       | 4:51  |
| 9.             | We Don't Need It                     | Moore, Rich       | 4:38  |
| 10.            | Just Lookin'                         | Moore, Rich       | 3:56  |
| 11.            | Walk Through Fire                    | Moore, Manchester | 4:13  |
| 12.            | Something Within'                    | Moore, Campbell   | 5:12  |
| Celková délka: | Celková délka:                       | Celková délka:    | 52:30 |